# Valdagno
Valdagno – miejscowość i gmina we Włoszech, w regionie Wenecja Euganejska, w prowincji Vicenza.
Według danych na rok 2004 gminę zamieszkiwało 26 056 osób, 521,1 os./km².